# پل کارن
پل کارن (انگلیسی: Paul Curran؛ زادهٔ ۱۵ ژانویهٔ ۱۹۶۱) دوچرخه‌سوار اهل بریتانیا است. وی در بازی‌های المپیک تابستانی ۱۹۸۴ و ۱۹۸۸ شرکت کرده است.